# Семюель Батлер (поет)
Семюель Батлер (англ. Samuel Butler; 8 лютого 1612, Стренсгемі — 25 вересня 1680, Лондон) — англійський поет-сатирик. Народився у Стренсгемі. Найпопулярніший твір — бурлескна поема на пуританство «Гудібрас» / «Сер Гудібрас» (англ. «Sir Hudibras», 1663 — 1678), фабула якої запозичена з «Дон-Кіхота» Сервантеса. В окремих місцях поеми (пісня друга) є образи українських козаків-запорожців.

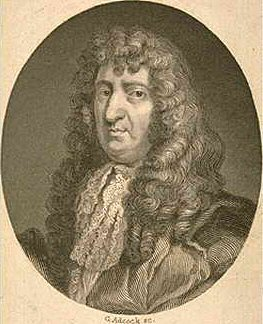
Батлер Семюель